# Martine Rolland
Pour les articles homonymes, voir Rolland.
Pas d'image ? Cliquez ici
Martine Rolland est une alpiniste française née le 22 avril 1949. En 1983, elle devient à 34 ans la première femme guide de haute montagne d’Europe. Elle pratique également l'escalade et le ski de randonnée. Elle est l'une des meilleurs alpinistes français, encore en 2011.

## Biographie

### Enfance et formation
Fille d'une secrétaire et d'un ingénieur du BTP, elle grandit à Grenoble où elle pratique la natation et occasionnellement le parachutisme en montagne. Elle y poursuit ses études jusqu’à l’obtention d'un BTS secrétariat.

### Passion pour l'alpinisme et sa pratique
À vingt ans, en 1969, elle rencontre Jean-Jacques Rolland, un guide grenoblois qui lui transmet sa passion pour l'aventure et deviendra son mari. Ils ont ensemble un premier fils en 1974. Elle se consacre ensuite pleinement à l’entraînement en montagne. Elle fait de l'alpinisme et de l'escalade.
En 1976, elle est admise au Groupe de haute montagne (GHM) qui vise à rassembler l'élite des alpinistes français et internationaux.
Elle pratique déjà la haute montagne depuis plusieurs années quand elle se présente en 1979 aux premières épreuves de l’examen pour devenir guide de haute montagne, se sentant le niveau pour passer cet examen. Elle obtient l'une des cinquante places disponibles en formation à l'École nationale de ski et d'alpinisme (sur 250 candidats). D'abord aspirante guide, elle décroche son diplôme de guide en 1983, à Chamonix.
En juin 1982, elle et son mari gravissent la face du sud du mont McKinley (6 190 m) en Alaska, où ils affrontent aussi des tempêtes ; l’expédition dure 22 jours en autonomie complète et sans oxygène.
En été 1984, elle gravit le Broad Peak (8 047 m), son premier 8 000 mètres en Himalaya, au Pakistan. Elle et son mari l'ont fait sans oxygène.
Elle a aussi parcouru des voies importantes dans le Yosemite aux États-Unis, ou à Madagascar, par exemple.
En 1987, elle se fracture la main droite à l’approche du sommet du K2 au Pakistan, la deuxième montagne la plus haute du monde. Elle décide à contrecœur de réduire ses activités et d’ouvrir un gîte d’hiver. Elle et son mari ont alors leur second fils.

### Retraite
Vers 2011, elle prend sa retraite de guide, mais reste une alpiniste pour sa pratique de loisirs, poursuivant notamment l'escalade et le ski de randonnée.
Elle coécrit en 2015 le topo d'escalade Briançon Climbs, Haut Val Durance, Queyras, publié en français et anglais aux Éditions du Fournel.
En 2018, Martine Rolland est présidente d’honneur de la 28e édition du Salon international du livre de montagne de Passy.

### Conciliation entre sa vie d'alpiniste et sa vie de famille
En 2021, revenant sur le déroulement de sa vie, Martine Rolland indique que dans sa vie, elle a pu à la fois s'adonner à sa passion pour l'alpinisme et l'escalade, et avoir une vie de famille. Mariée avec le guide Jean-Jacques Rolland pendant plus de cinquante ans, elle a eu avec lui deux enfants.

## Première femme guide de haute montagne en Europe
La participation de Martine Rolland à l’examen pour devenir guide de haute montagne en 1979 ne passe pas inaperçue. De nombreux journalistes sont présents pour relater l’événement. Elle fera même l’objet d’un article dans le magazine Elle en 1979, « Une maman qui monte ». Elle est alors admise parmi cinquante personnes sur deux-cent-cinquante candidats initiaux ; elle devient aspirant-guide. En 1983, elle devient la première femme en Europe à être guide de haute montagne, ; au moment de son diplôme, les médias la suivent beaucoup du fait qu'elle est une femme voulant embrasser une carrière qui n'en a pas encore connue et cela la met mal à l'aise,.
Une partie des guides voyait d'un mauvais œil l'entrée d'une personne de sexe féminin parmi eux et exprimaient des doutes quant au souhait de clients d'avoir une femme pour guide. Martine Rolland relate plus tard que l’alpiniste « René Demaison a déclaré à la presse qu'il ne fallait pas de femmes guides » et que ses collègues masculins, pariaient pour « les trois quarts sur son échec », notamment commercial.
D’après Martine Rolland, elle « portait atteinte à l'ego [des hommes] en dévalorisant l'image du guide héroïque ». Elle déclare cependant : « Je n'ai jamais cherché à être la première, je voulais juste me prouver que j'en étais capable »,. Elle précisera plus tard de cette volonté de passer le diplôme de guide de haute montagne qu'« au départ, pour moi, ce n'était pas un combat féministe, mais c'en est devenu un ». Elle indique en 2021, rétrospectivement, que le fait qu'elle ait été guide non pas à Chamonix mais dans le Briançonnais, avec des alpinistes de son âge, a pu faciliter son intégration au sein de sa profession ; elle note ainsi que la première femme à être entrée au sein du bureau des guides de Chamonix l'a fait dix ans après qu'elle-même soit devenue guide et que cette entrée a également été considérée comme une première importante.
Après elle, d'autres femmes s’inséreront dans la profession de guide de haute montagne. En 2011, le journal Le Point indique qu'il y a une vingtaine de femmes guides de haute montagne sur 1500 guides professionnels actifs. En 2020, elles sont 33 sur environ 1650 guides de haute montagne.

## Décorations
- Chevalier de l'ordre national du Mérite (décret du 24 septembre 1996)
- Officier de l'ordre national du Mérite (décret du 20 juin 2022)[10]

## Publications
En avril 2021, âgée de 72 ans, Martine Rolland publie le livre Première de cordée aux éditions Glénat,. Elle dit de ce livre qu'il « (peut) être un témoignage de toute l'évolution, de ce qu'il s'est passé en alpinisme depuis 50 ans. Entre mes débuts et maintenant, le monde de la montagne n'est plus le même ». Elle y retrace aussi son vécu de sa vie professionnelle et de son parcours d'alpiniste.

## Hommages
En 2011, elle reste l'une des meilleurs alpinistes français.